# Yeonjung
Yoo Yeon-jung (coréen : 유연정 ; née le 3 août 1999) ou  Yeonjung, est une chanteuse sud-coréenne connue pour être membre du girl group Cosmic Girls sous Starship Entertainment et Yueha Entertainment. Elle a également été membre du girl group I.O.I, après avoir terminé 11e dans l'émission de survie Produce 101,.  

## Biographie

### Jeunesse
Yeonjung est née le 3 août 1999 à Gwangmyeong, en Corée du Sud.  Avant de rejoindre Starship Entertainment, elle était stagiaire à SM Entertainement. 
Elle a étudié a Hanlim Multi Art School dont elle a été diplômée le 10 février 2018. 

### Carrière

#### 2016:Produce 101et I.O.I
Dans le l'émission de survie Produce 101 qui visait à former un girl group de onze membres qui ferait la promotion pendant un an sous YMC Entertainment, Yeonjung représentait Starship Entertainment avec Kim Tae-ha et Shim Chae-eun.   Elle s'est classé 11e avec un total de 136 780 votes dans le dernier épisode et a fait ses débuts en tant que membre dans I.O.I. 
Le 4 mai, elle fait ses débuts dans I.O.I avec le mini-album Chrysalis .  
En juillet, alors qu'elle participait toujours aux promotions avec I.O.I, Yeonjung est présentée comme la treizième membre de Cosmic Girls et de la Natural Unit, un de ses sous-groupes,. Elle débute en tant que chanteuse principale le 17 août 2016 avec le deuxième mini-album du groupe : The Secret. 

#### 2017-présent:V-1et activités solos
En 2017, Yeonjung fait ses débuts d'actrice, faisant une apparition dans A Korean Odyssey .  
En septembre 2019, Yeonjung participe à l'émission de survie, V-1, qui vise à sélectionner la meilleure chanteuse parmi différents membres de plusieurs girl group. Seuls les 12 meilleurs membres, désignés par les votes, progresseraient et se performeraient dans l'émission,.  Yeonjung remporte la compétition face à Siyeon de Dreamcatcher en finale. 

## Discographie

### Titres en collaborations
- 2016 : I Will Be On Your Side (내가 니편이 되어줄게) — avec Yoo Seung-woo
- 2017 : Marry You — avec Maktub
- 2017 : #Drive — DinDin feat. Yeonjung
- 2021 : Guardian Angel (수호천사) — avec MJ

### Bandes originales
| Année | Titre                                    | Album                               |
| ----- | ---------------------------------------- | ----------------------------------- |
| 2016  | Fire & Ice (avec Dawon)                  | The Snow Queen 3 : Fire and Ice OST |
| 2017  | You're Dazzling (눈부신 그대)            | Queen for Seven Days OST            |
| 2017  | Toy (서툰 고백) (avec Brother Su)        | Love Playlist 2 OST                 |
| 2017  | Meloholic (멜로홀릭)                     | Meloholic OST                       |
| 2018  | Your Name Is... (너의 이름을...)         | The Undateables OST                 |
| 2018  | Stay With Yo (마음이 하는 일)            | Where Stars Land OST                |
| 2019  | Tell Me, Please (꼭 말해줘)              | Melting Me Softly OST               |
| 2020  | Spider Lily (피안화)                     | More Than Friends OST               |
| 2021  | Drawing of the Beginning (시작의 드로잉) | My Roommate Is a Gumiho OST         |
| 2022  | 100 percent (avec Seola)                 | Best Mistake 3 OST                  |

## Filmographie

### Séries télévisées
| Année | Titre            | Titre original | Rôle      | Réseau | Remarques         |
| ----- | ---------------- | -------------- | --------- | ------ | ----------------- |
| 2017  | A Korean Odyssey | 화 유기        | Lee Da-in | tvN    | Cameo (Épisode 1) |

### Émissions
| Année | Titre                                                  | Titre original                                            | Réseau                                     | Notes                                   |
| ----- | ------------------------------------------------------ | --------------------------------------------------------- | ------------------------------------------ | --------------------------------------- |
| 2015  | Knowing Bros                                           | 미스터리 음악쇼 복면가왕                                  | MBC                                        | Invitée aux épisodes 16 et 59           |
| 2016  | UZZU TAPE                                              | 우쭈테잎                                                  | -                                          | Membre régulière                        |
| 2016  | Would You Like Girls: My Cosmic Diary                  | 우주 LIKE 소녀                                            | MBC                                        | Membre régulière                        |
| 2016  | Sisters Slam Dunk: Season 1                            | 언니들의 슬램덩크                                         | KBS 2TV                                    | Invitée à l'épisode 6                   |
| 2016  | Idol Party: Under The Sky Without a Mother             | 아이돌잔치                                                | TV-Joseon                                  | Invitée à l'épisode 9                   |
| 2016  | Standby I.O.I                                          | 스탠바이 아이오아이                                       | Mnet                                       | Membre régulière                        |
| 2016  | Produce 101                                            | 프로듀스 101                                              | Mnet                                       | Concurrente                             |
| 2016  | I.O.I Amigo TV                                         | 아이오아이 아미고 TV                                      | -                                          | Présentatrice                           |
| 2017  | K-RUSH                                                 | KBS World Idol Show K-RUSH                                | KBS World                                  | Invitée à l'épisode 15                  |
| 2017  | We Like Zines!                                         | 냄비받침                                                  | KBS2                                       | Invitée à l'épisode 6                   |
| 2017  | WJSN - WuSoBoShow                                      | 우소보쇼                                                  | -                                          | Membre régulière                        |
| 2018  | Two Yoo Project Sugar Man: Season 2                    | 투유 프로젝트 - 슈가맨 2                                  | JTBC                                       | Invitée à l'épisode 8                   |
| 2018  | Super TV: Season 1                                     | 슈퍼TV                                                    | XtvN et tvN.                               | Invitée aux épisodes 11 et 12           |
| 2018  | K-RUSH: Season 3                                       | KBS World Idol Show K-RUSH Season 3                       | KBS World                                  | Invitée à l'épisode 33                  |
| 2018  | Idol League: Season 1                                  | 아이돌 리그                                               | -                                          | Invitée à l'épisode 32                  |
| 2018  | Idol Room                                              | 아이돌룸                                                  | JTBC                                       | Invitée aux épisodes 21 et 84           |
| 2018  | Idol Radio                                             | 아이돌라디오                                              | MBC Radio                                  | Invitée aux épisodes 14, 99, 246 et 420 |
| 2018  | 2018 Idol Star Athletics Championships Chuseok Special | 2018 아이돌스타 육상 볼링 양궁 리듬 체조 족구 선수권 대회 | MBC                                        | Membre régulière                        |
| 2018  | A Song For You 5                                       | A Song For You 5                                          | KBS World                                  | Invitée à l'épisode 2                   |
| 2019  | 2019 Idol Star Athletics Championships                 | 2019아이돌스타 육상 볼링 양궁 리듬 체조 족구 선수권 대회  | MBC                                        | Membre régulière                        |
| 2019  | Run.wav                                                | 런웨이브                                                  | JTBC                                       | Invitée à l'épisode 2                   |
| 2019  | 2019 Idol Star Athletics Championships Chuseok Special | 2019 추석특집 아이돌스타 선수권대회                       | MBC                                        | Membre régulière                        |
| 2019  | Hidden Track                                           | 히든트랙                                                  | -                                          | Invitée à l'épisode 6                   |
| 2019  | Same Age Trainer                                       | 내 쌤은 동년배                                            | -                                          | Invitée à l'épisode 5                   |
| 2019  | Legend Club: Heechul’s Shindong PC Room                | 희철이네 신동한 PC방 개업                                 | -                                          | Invitée à l'épisode 6                   |
| 2019  | V-1                                                    | V-1                                                       | tvN                                        |                                         |
| 2019  | I Can See Your Voice: Season 6                         | 너의 목소리가 보여                                        | Mnet                                       | Invitée à l'épisode 2                   |
| 2019  | VLOG_SOMI                                              | VLOG_SOMI                                                 | -                                          | Invitée à l'épisode 1                   |
| 2020  | 2020 Idol Star Athletics Championships                 | 설특집 2020 아이돌스타 선수권대회                         | MBC                                        | Membre régulière                        |
| 2020  | I AM SOMI                                              | I AM SOMI                                                 | Chaîne YouTube officielle de THEBLACKLABEL | Invitée à l'épisode 4                   |